# Хуа То
Хуа То (кит. 華佗) — медик Древнего Китая. Согласно «Хоу Ханьшу», он жил в последние годы существования империи Хань и первым стал использовать анестезию (вино, сдобренное коноплёй). Помощь Хуа То была неоценима для страждущих: начиная от страдающих от паразитов  и до беременных женщин.
Слава Хуа То достигла Цао Цао, который страдал от мучительных головных болей. Хуа То знал такие приёмы иглоукалывания, которые были способны облегчить его мучения. По этой причине Цао Цао безвыездно держал его при себе. Когда Хуа То поехал навестить больную жену домой и замедлил с возвращением, обезумевший от болей Цао Цао велел взять его под стражу и предать казни.
Когда в 208 г. умер сын Цао Цао по имени Цао Чун, тот признал, что сам обрёк его на смерть казнью искуснейшего врача во всей Поднебесной. Перед смертью Хуа То изложил своё искусство в трактате, однако тюремщик побоялся принять от него свиток, и Хуа То в негодовании сжёг своё бесценное сочинение.

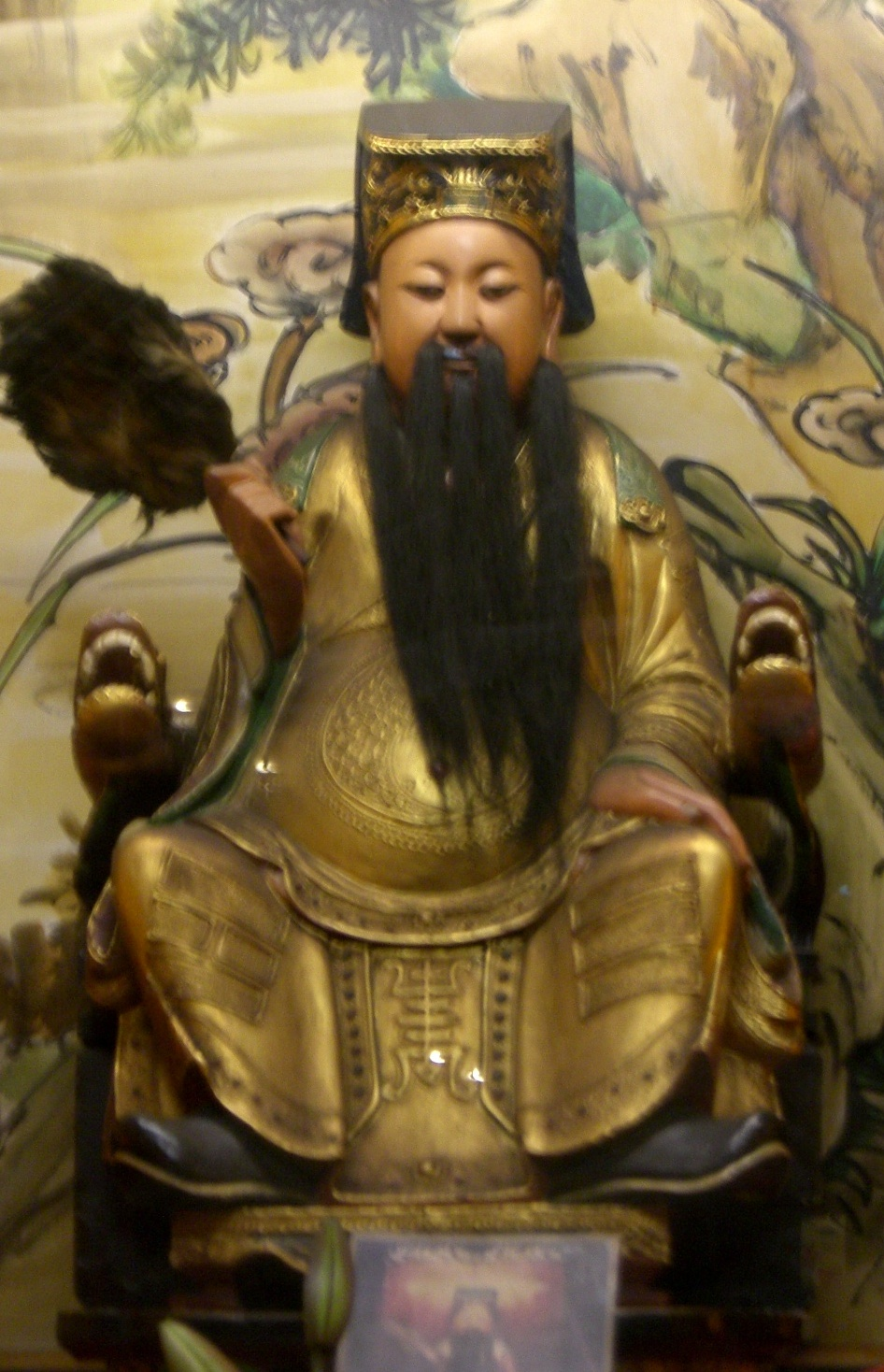
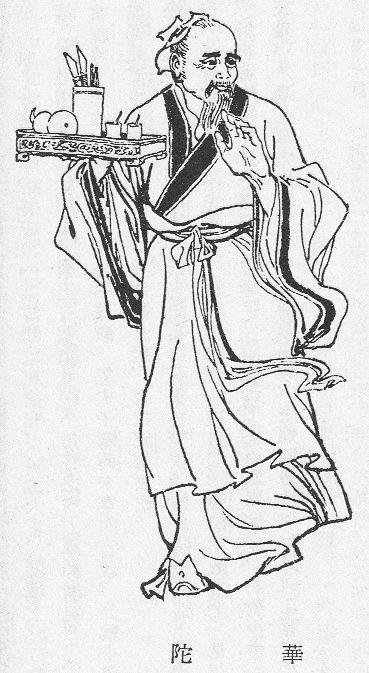
Иллюстрация времён империи Цин

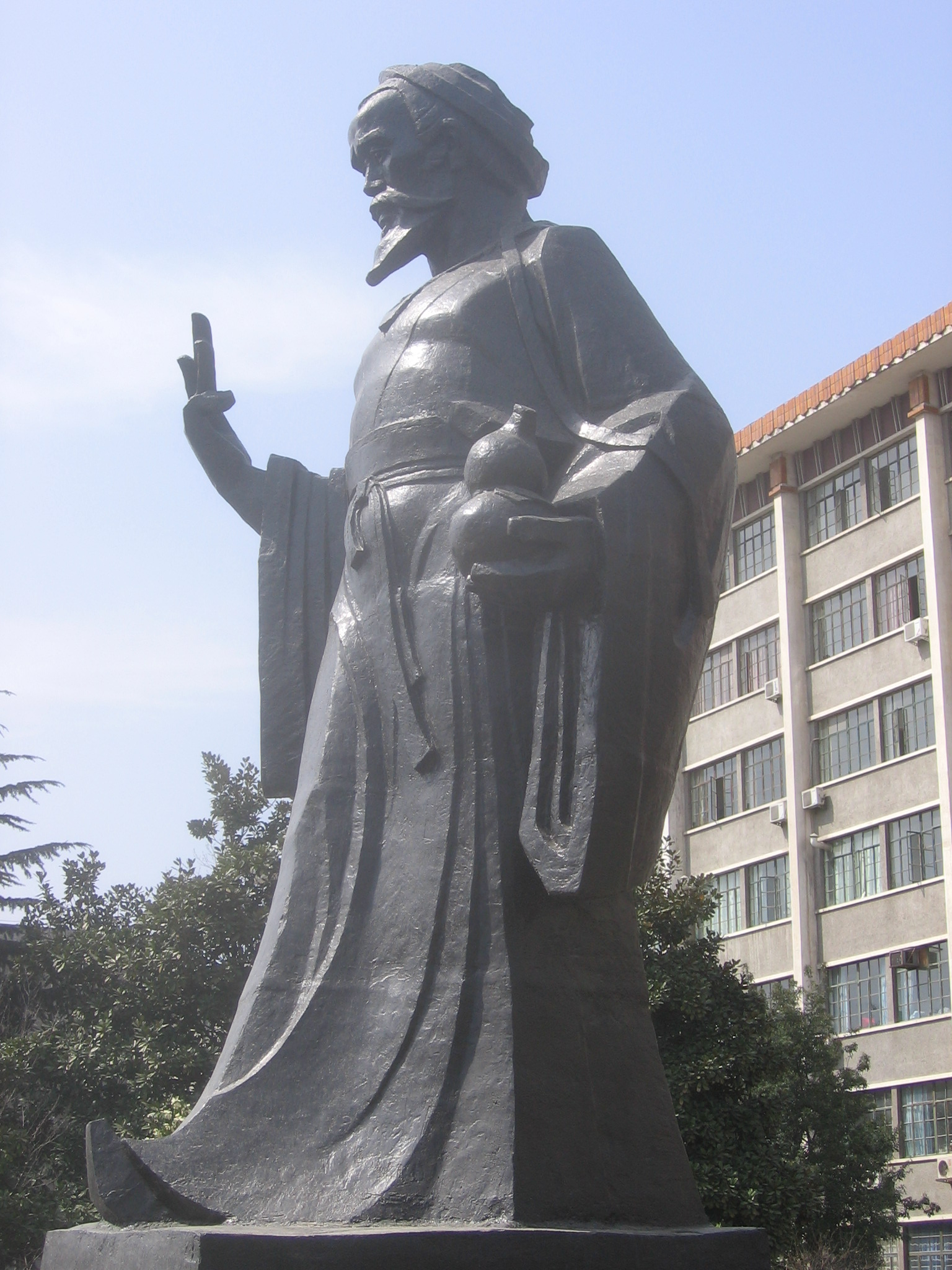
Статуя Хуа То около Аньхойского колледжа традиционной китайской медицины
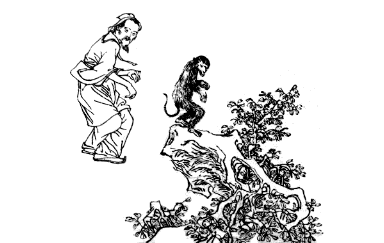
Хуа То разработал «Уциньси»(кит. 五禽戏, «упражнения пяти животных»)

## Память о Хуа То
- Хуа То выведен в классическом китайском романе «Троецарствие».
- Именем Хуа То названы 34 позвоночные точки иглоукалывания.
- В даосских храмах он почитается как бог медицины.